# Listă cu cele mai bune romane din SUA în anii 1930
| 1930 | 1930                     | 1930                  |
| #    | Titlu                    | Autor                 |
| ---- | ------------------------ | --------------------- |
| 1.   | Cimarron                 | Edna Ferber           |
| 2.   | Exile                    | Warwick Deeping       |
| 3.   | The Woman of Andros      | Thornton Wilder       |
| 4.   | Years of Grace           | Margaret Ayer Barnes  |
| 5.   | Angel Pavement           | J. B. Priestley       |
| 6.   | The Door                 | Mary Roberts Rinehart |
| 7.   | Rogue Herries            | Hugh Walpole          |
| 8.   | Chances                  | A. Hamilton Gibbs     |
| 9.   | Young Woman of Manhattan | Katherine Brush       |
| 10.  | Twenty-Four Hours        | Louis Bromfield       |

| 1931 | 1931                 | 1931                  |
| #    | Titlu                | Autor                 |
| ---- | -------------------- | --------------------- |
| 1.   | The Good Earth       | Pearl S. Buck         |
| 2.   | Shadows on the Rock  | Willa Cather          |
| 3.   | A White Bird Flying  | Bess Streeter Aldrich |
| 4.   | Grand Hotel          | Vicki Baum            |
| 5.   | Years of Grace       | Margaret Ayer Barnes  |
| 6.   | The Road Back        | Erich Maria Remarque  |
| 7.   | The Bridge of Desire | Warwick Deeping       |
| 8.   | Back Street          | Fannie Hurst          |
| 9.   | Finch's Fortune      | Mazo de la Roche      |
| 10.  | Maid in Waiting      | John Galsworthy       |

| 1932 | 1932                  | 1932             |
| #    | Titlu                 | Autor            |
| ---- | --------------------- | ---------------- |
| 1.   | The Good Earth        | Pearl S. Buck    |
| 2.   | The Fountain          | Charles Morgan   |
| 3.   | Sons                  | Pearl S. Buck    |
| 4.   | Magnolia Street       | Louis Golding    |
| 5.   | The Sheltered Life    | Ellen Glasgow    |
| 6.   | Old Wine and New      | Warwick Deeping  |
| 7.   | Mary's Neck           | Booth Tarkington |
| 8.   | Magnificent Obsession | Lloyd C. Douglas |
| 9.   | Inheritance           | Phyllis Bentley  |
| 10.  | Three Loves           | A. J. Cronin     |

| 1933 | 1933                       | 1933                  |
| #    | Titlu                      | Autor                 |
| ---- | -------------------------- | --------------------- |
| 1.   | Anthony Adverse            | Hervey Allen          |
| 2.   | As the Earth Turns         | Gladys Hasty Carroll  |
| 3.   | Ann Vickers                | Sinclair Lewis        |
| 4.   | Magnificent Obsession      | Lloyd C. Douglas      |
| 5.   | One More River             | John Galsworthy       |
| 6.   | Forgive Us Our Trespassers | Lloyd C. Douglas      |
| 7.   | The Master of Jalna        | Mazo de la Roche      |
| 8.   | Miss Bishop                | Bess Streeter Aldrich |
| 9.   | The Farm                   | Louis Bromfield       |
| 10.  | Little Man, What Now?      | Hans Fallada          |

| 1934 | 1934                       | 1934                 |
| #    | Titlu                      | Autor                |
| ---- | -------------------------- | -------------------- |
| 1.   | Anthony Adverse            | Hervey Allen         |
| 2.   | Lamb in His Bosom          | Caroline Miller      |
| 3.   | So Red the Rose            | Stark Young          |
| 4.   | Good-bye, Mr. Chips        | James Hilton         |
| 5.   | Within This Present        | Margaret Ayer Barnes |
| 6.   | Work of Art                | Sinclair Lewis       |
| 7.   | Private Worlds             | Phyllis Bottome      |
| 8.   | Mary Peters                | Mary Ellen Chase     |
| 9.   | Oil for the Lamps of China | Alice Tisdale Hobart |
| 10.  | Seven Gothic Tales         | Isak Dinesen         |

| 1935 | 1935                        | 1935             |
| #    | Titlu                       | Autor            |
| ---- | --------------------------- | ---------------- |
| 1.   | Green Light                 | Lloyd C. Douglas |
| 2.   | Vein of Iron                | Ellen Glasgow    |
| 3.   | Of Time and the River       | Thomas Wolfe     |
| 4.   | Time Out of Mind            | Rachel Field     |
| 5.   | Good-bye, Mr. Chips         | James Hilton     |
| 6.   | The Forty Days of Musa Dagh | Franz Werfel     |
| 7.   | Heaven's My Destination     | Thornton Wilder  |
| 8.   | Lost Horizon                | James Hilton     |
| 9.   | Come and Get It             | Edna Ferber      |
| 10.  | Europa                      | Robert Briffault |

| 1936 | 1936                   | 1936                                   |
| #    | Titlu                  | Autor                                  |
| ---- | ---------------------- | -------------------------------------- |
| 1.   | Pe aripile vântului    | Margaret Mitchell                      |
| 2.   | The Last Puritan       | George Santayana                       |
| 3.   | Sparkenbroke           | Charles Morgan                         |
| 4.   | Drums Along the Mohawk | Walter D. Edmonds                      |
| 5.   | It Can't Happen Here   | Sinclair Lewis                         |
| 6.   | White Banners          | Lloyd C. Douglas                       |
| 7.   | The Hurricane          | Charles Nordhoff and James Norman Hall |
| 8.   | The Thinking Reed      | Rebecca West                           |
| 9.   | The Doctor             | Mary Roberts Rinehart                  |
| 10.  | Eyeless in Gaza        | Aldous Huxley                          |

| 1937 | 1937                      | 1937                |
| #    | Titlu                     | Autor               |
| ---- | ------------------------- | ------------------- |
| 1.   | Pe aripile vântului       | Margaret Mitchell   |
| 2.   | Northwest Passage (novel) | Kenneth Roberts     |
| 3.   | The Citadel               | A. J. Cronin        |
| 4.   | And So—Victoria           | Vaughan Wilkins     |
| 5.   | Drums Along the Mohawk    | Walter D. Edmonds   |
| 6.   | The Years                 | Virginia Woolf      |
| 7.   | Theatre                   | W. Somerset Maugham |
| 8.   | Of Mice and Men           | John Steinbeck      |
| 9.   | The Rains Came            | Louis Bromfield     |
| 10.  | We Are Not Alone          | James Hilton        |

| 1938 | 1938                     | 1938                     |
| #    | Titlu                    | Autor                    |
| ---- | ------------------------ | ------------------------ |
| 1.   | The Yearling             | Marjorie Kinnan Rawlings |
| 2.   | The Citadel              | A. J. Cronin             |
| 3.   | My Son, My Son!          | Howard Spring            |
| 4.   | Rebecca                  | Daphne du Maurier        |
| 5.   | Northwest Passage        | Kenneth Roberts          |
| 6.   | All This, and Heaven Too | Rachel Field             |
| 7.   | The Rains Came           | Louis Bromfield          |
| 8.   | And Tell of Time         | Laura Krey               |
| 9.   | The Mortal Storm         | Phyllis Bottome          |
| 10.  | Action at Aquila         | Hervey Allen             |

| 1939 | 1939                     | 1939                     |
| #    | Titlu                    | Autor                    |
| ---- | ------------------------ | ------------------------ |
| 1.   | The Grapes of Wrath      | John Steinbeck           |
| 2.   | All This, and Heaven Too | Rachel Field             |
| 3.   | Rebecca                  | Daphne du Maurier        |
| 4.   | Wickford Point           | John P. Marquand         |
| 5.   | Escape                   | Ethel Vance              |
| 6.   | Disputed Passage         | Lloyd C. Douglas         |
| 7.   | The Yearling             | Marjorie Kinnan Rawlings |
| 8.   | The Tree of Liberty      | Elizabeth Page           |
| 9.   | The Nazarene             | Sholem Asch              |
| 10.  | Kitty Foyle              | Christopher Morley       |